# Lucius-D.-Clay-Medaille
Die Lucius-D.-Clay-Medaille wurde von 1980 bis 2019 und wird seit 2023 jährlich am German-American Day durch den Verband der Deutsch-Amerikanischen Clubs vergeben. Ausgezeichnet wurden Persönlichkeiten aus Deutschland und den USA, die sich besonders um die Pflege der deutsch-amerikanischen Freundschaft verdient gemacht haben. Benannt ist die Auszeichnung nach General Lucius D. Clay, dem einstigen Militärgouverneur der US-amerikanischen Besatzungszone in Deutschland sowie „Vater“ der Berliner Luftbrücke. Die runde Medaille mit Porträt und Namen des Namensgebers ist aus Silber und trägt die Inschrift „For outstanding contributions to German-American friendship“ (Für herausragende Beiträge zur deutsch-amerikanischen Freundschaft).

## Preisträger
- 1980: John Jay McCloy
- 1981: Alfons Goppel
- 1982: George S. Blanchard
- 1983: Louis Ferdinand von Preußen
- 1984: Manfred Rommel
- 1985: Eleanor Lansing Dulles
- 1986: Karl Carstens
- 1987: Walter John Stoessel
- 1988: Dieter Kronzucker
- 1989: Lee H. Hamilton
- 1990: Berndt von Staden
- 1991: Vernon A. Walters
- 1992: Dieter Wellershoff
- 1993: John R. Galvin
- 1994: Hans-Dietrich Genscher
- 1995: John M. Shalikashvili
- 1996: Klaus Naumann
- 1997: Edmund Stoiber
- 1998: Werner Weidenfeld
- 1999: Walther Leisler Kiep
- 2000: Robert H. Lochner
- 2001: Meredith McClain
- 2002: Bernhard Vogel
- 2003: Wolfgang Altenburg
- 2004: Luther F. Carter
- 2005: Jürgen Graf
- 2006: Michel Perraudin
- 2007: Don F. Jordan
- 2008: Karsten Voigt
- 2009: Angela Merkel
- 2010: Thomas Reiter
- 2011: Fred B. Irwin
- 2012: Philip D. Murphy
- 2013: W. Michael Blumenthal
- 2014: Rüdiger Lentz
- 2015: Gail Halvorsen
- 2016: Friedrich Merz
- 2017: Dirk Nowitzki
- 2018: Susan Neiman
- 2019: Christoph von Marschall
- 2023: Wolfgang Ischinger
- 2024: Ben Hodges